# Пенисный пейзаж
«Пенисный пейзаж» (англ. Penis Landscape), также известный как «Работа 219: Пейзаж XX» (англ. Work 219: Landscape XX), — картина швейцарского художника Ханса Руди Гигера, созданная в 1973 году. Она была написана аэрографированными акриловыми красками на покрытой бумагой древесине, в размерах картина составляла 70 на 100 см. На ней изображены ряды пенисов, введённых во влагалища, расположенные поочерёдно. Лишь на один из них надет презерватив. Произведение привлекло ещё большее общественное внимание во время судебного процесса над музыкантом Джелло Биафра после того, как его группа «Dead Kennedys» использовала изображение «Пенисного пейзажа» в качестве постера, включённого в их альбом «Frankenchrist» 1985 года.
Выбор картины произошёл в результате обращения Джелло Биафры к своему тогдашнему соседу по комнате, тогдашнему художнику «Dead Kennedys» Джейеду Скотти. Биафра показал ему экземпляр журнала «Omni», где были опубликованы несколько художественных работ Гигера, в том числе «Пенисный пейзаж», напечатанный в 1977 году для парижской художественной коллекции. Биафра сказал, что хотел бы использовать этот фрагмент на обложке предстоящего альбома. Скотти позвонил в Нью-Йорк агенту Лесу Барани и объяснил ему суть задумки. Барани связался с Гигером для получения разрешения, а затем — с Майком Бонанно из инди-лейбла «Alternative Tentacles Records». Гигер согласился позволить этому лейблу использовать репродукцию его картины за 600 долларов США, в половину обычной цены. Тогда Биафра представил свою идею другим членам группы, но она была отвергнута в качестве обложки альбома, а затем и в виде двойного внутреннего разворота альбома. Наконец репродукция «Пенисного пейзажа» была принята в качестве прилагающегося к альбому постера.
Постер был напечатан и вставлен в альбом «Frankenchrist» с дополнительной наклейкой на внешней термоусадочной плёнке, предупреждая покупателей о содержимом. В результате участники группы были обвинены организацией Parents Music Resource Center в «распространении аморальных материалов среди несовершеннолетних». Дело дошло до суда, где обвинение требовало года тюрьмы и штраф в 2000 долларов для каждого участника группы. В 1987 году, после трёхнедельного судебного разбирательства, дело было закрыто. Но в США альбом «Frankenchrist» практически исчез с прилавков.
Во время создания клипа группы «Kiss» на песню «(You Make Me) Rock Hard» в 1988 году, когда снимались крупные планы, было обнаружено, что у Джина Симмонса «Пенисный пейзаж» был ламинирован на передней панели его бас-гитары.